# 瓊斯維爾 (印地安納州)
瓊斯維爾（英語：Jonesville）是位於美國印地安納州巴塞洛繆縣的一個城鎮。

## 地理
瓊斯維爾的座標為39°03′39″N 85°53′23″W / 39.0608°N 85.8897°W，而該地最高點為海拔高度181米（即594英尺）。

## 人口
根據2010年美國人口普查的數據，瓊斯維爾的面積為0.37平方千米，皆為陸域。當地共有人口177人，而人口密度為每平方千米478人。